# 鳥羽類
鳥羽類是個包含了所有擁有羽毛動物的演化支，這是一個基於生物形態學定義的分類，目前大致認為牠會是蜥形綱鳥蹠類的一個演化支，至少會涵蓋整個虛骨龍類，但對於是否會擴大到涵蓋整個恐龍總目甚至整個鳥頸類主龍則未有定論。

## 定義
鳥羽類的定義，是由美國的古脊椎動物學家雅克·戈蒂埃及脊椎動物演化與系統分類學家凱文·德奎羅斯於2001年在論文中發表。這是一個基於鳥類衍徵的演化支，定義為「由第一批擁有與鳥類同源羽毛的泛鳥類衍生出來的演化支」。
學名作者也為所述「羽毛」定義：「任何從皮膚中的毛囊長出的絲狀結構，具有中空的基部，並與現代鳥類的羽毛有共同祖先的，都可被視為羽毛。」

## 涵蓋範圍
戈蒂埃及德奎羅斯的原有分類是基於數個史前物種的化石羽毛痕跡，主要包括了非鳥類恐龍，例如：中國鳥龍屬、始祖鳥屬、反鳥類等擁有正羽的類群，並初步考虑將擁有簡單羽毛結構的中華龍鳥屬及北票龍屬也歸類在此，因為牠們的羽毛與現代羽毛同源。因此，鳥羽類會包含手盜龍類乃至虛骨龍類。
作者也指出，隨著對恐龍皮膚結構的更多認識，有可能將更多原始的獸腳類也歸類於此。這一觀點也得到了更多發現的支持，比如2009年由鄭曉廷等發現的天宇龍屬，屬於鳥臀類，卻擁有似羽毛的細絲狀纖維覆蓋全身。鄭曉廷及基團隊也指出，天宇龍的細絲毛狀物與獸腳類的虛骨龍類羽毛高度相似，因此可以將羽毛的起源推前到恐龍的共祖或更早祖先。隨著於2014年發表的更早期的鳥臀類類群庫林達奔龍屬被發現，其身上同時覆盖著鱗片與羽毛，更進一步佐證了原始羽毛可能是鳥腿龍類或所有恐龍的祖徵，這取決於鳥臀類的演化位置。
還有一些科學家進一步建議，翼手龍類身上的絨毛狀覆盖物也應當是羽毛，如此，則羽毛的起源可以推前至翼手龍類與恐龍分開演化之前的原始類群（鳥頸類主龍）。

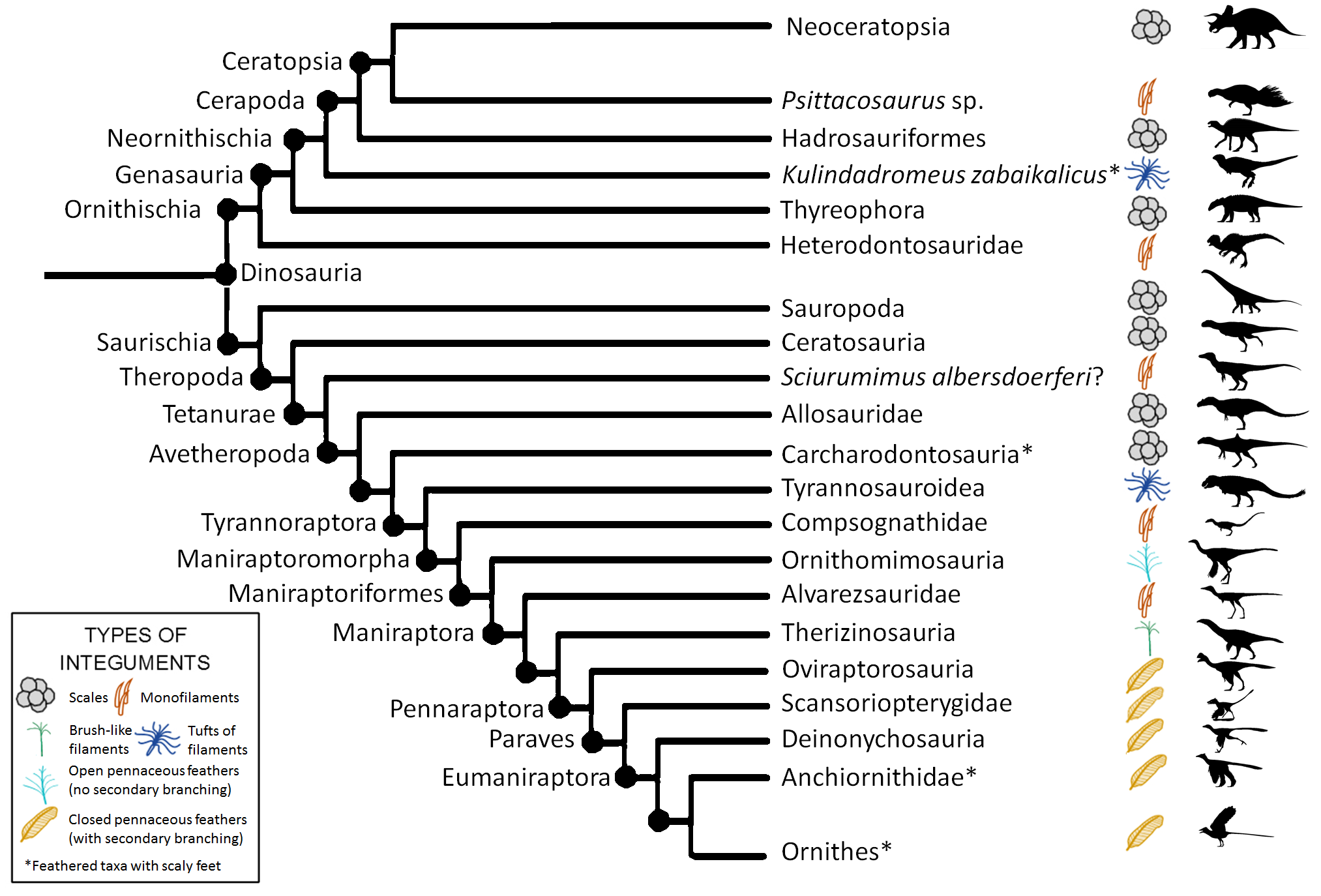
恐龍總目各演化支的皮膚覆蓋物類型分佈